# 渡辺崇人
渡辺 崇人（わたなべ しゅうと、1997年9月28日 - ）は、日本の俳優である。
ジャズダンスジュエル所属。（以前の所属事務所はモンドラナエンターテインメント）

## 略歴
2025年7月30日、女優の石田彩夏との結婚を発表した。

## 人物
- 特技はジャズダンス、クラシックバレエ、器械体操。

## テレビドラマ
- トミカヒーロー レスキューファイアー第6話（2009年、テレビ東京） - マサル 役
- 夢の見つけ方教えたる!2（2010年3月13日、フジテレビ） - 真田崇人 役
- ドラマW 横山秀夫サスペンス 仕返し（2011年4月10日、WOWOW） - 浜名武司　役

## CM
- WILLCOM「通話をチカラに篇」
- マクドナルド ポケモン「ポケモンカレンダー2008」
- マクドナルド ハッピーセット
- 全薬工業　ジキニン
- 綜合警備保障株式会社（ALSOK）
- 政府広報「いじめ相談ダイヤル」

## 舞台
- オペラ ドン・キショット（2007年6月、新国立劇場） -  騎士 役
- 蜷川幸雄演出「さらばわが愛、覇王別姫」（2008年3月 - 4月、シアターコクーン/梅田芸術劇場） - 京劇学校生徒 役
- アルゴミュージカル「花の海、花いろの風」（2008年7月 - 8月、中野サンプラザ 他、全国公演） - 主人公:ジュン 役
- 劇団四季「ドリーミング」（2009年10月 - 11月、四季劇場・秋） - 未来の国の子ども 役
- Kiddy2010「ハッピースクール」（2010年8月、日本橋劇場） - 主演:松田知樹 役
- 一般社団法人日本ジャズダンス芸術協会30周年記念特別公演（2014年10月）
- Gフォースプロデュース「とりあえずコレで。」（2015年2 - 3月） - 主人公の青年 役
- SHOW HOUSE「GEM CLUB」（2016年3月 - 4月、シアタークリエ/梅田芸術劇場） - リアルガー 役
- ミュージカル 「バイオハザード」（2016年9月 - 11月）
- ミュージカル「忍たま乱太郎」第八弾「がんばれ五年生!技あり、術あり、初忍務!!」（2017年1月、シアターGロッソ） - ドクタケ壱百七 役
  - ミュージカル忍たま乱太郎 第八弾「がんばれ五年生!技あり、術あり、初忍務!!」再演（2017年6月 - 7月、池袋サンシャイン劇場/森ノ宮ピロティホール） - ドクタケ壱百七 役
  - 第八弾『忍術学園 学園祭』（2017年9月 - 10月、舞浜アンフィシアター/森ノ宮ピロティホール） - ドクタケ壱百七 役
- ミュージカル「メンフィス」（2017年12月、新国立劇場）
- ミュージカル「ラ・カージュ・オ・フォール」（2018年3月 - 4月、日生劇場/梅田芸術劇場 他、地方公演あり）
- ミュージカル「エリザベート」（2025年10月 - 2026年1月〈予定〉、東急シアターオーブ 他）[2]